# Provinciale Ontwikkelingsmaatschappij
Elke Vlaamse provincie heeft een Provinciale Ontwikkelingsmaatschappij (kortweg "POM" genoemd). Op 1 juni 2006 gingen de POM's van start, als rechtsopvolgers van de Vlaamse GOM's.
De taak van elke Provinciale Ontwikkelingsmaatschappij bestaat erin om het sociaal-economisch beleid van het provinciebestuur uit te voeren. Zo draagt een Provinciale Ontwikkelingsmaatschappij bij tot de sociaal-economische ontwikkeling van haar provincie, door de ondersteuning en uitvoering van sociaal-economische projecten. Dit is alvast de algemene taakomschrijving in het decreet van 7 mei 2004.

## Taken
In datzelfde decreet van 2004 worden de taken als volgt nog meer gespecificeerd:
- projecten gericht op de versterking van de infrastructuur tot vestiging van het bedrijfsleven en ontwikkeling van de ruimtelijk-economische infrastructuur;
- projecten gericht op een bedrijfsversterkend resultaat;
- de medewerking aan projecten tot efficiënte aanwending van de bedrijfsinfrastructuur, zoals brownfieldsprojecten.

Hoe deze taken precies worden ingevuld en uitgevoerd, verschilt van provincie tot provincie, verschilt van Provinciale Ontwikkelingsmaatschappij tot Provinciale Ontwikkelingsmaatschappij.